# Peter W. Jansen
Peter Wilhelm Jansen (* 11. November 1930 in Elsdorf, Rheinland; † 15. November 2008 in Gernsbach) war ein promovierter Germanist und Journalist und zählte zu den führenden deutschen Filmpublizisten der 1970er- und -80er-Jahre. Jansen unterstützte in Funk-, Fernseh- und Druckmedien den Neuen Deutschen Film und den internationalen Autorenfilm.

## Biografie
Jansen war der Sohn eines Schneiders. Er machte nach dem Abitur in Andernach zunächst eine Ausbildung zum Verlagsbuchhändler bei Kiepenheuer und Witsch in Köln. Daran schloss er ein Studium der Germanistik, Geschichte und Soziologie an den Universitäten Köln und Marburg an. 1958 wurde er an der Universität in Freiburg im Breisgau mit einer germanistischen Studie über Joseph Roth promoviert. Jansen schlug danach die journalistische Laufbahn ein, er war in den Redaktionen von Der Mittag in Düsseldorf, beim WDR in Köln und in der Frankfurter Allgemeinen Zeitung (FAZ) tätig. Ab 1966 arbeitete Jansen beim Südwestfunk (SWF) in Baden-Baden, zuletzt als Leiter der Hauptabteilung Kultur/Hörfunk mit dem Schwerpunkt „Internationaler Film“ bis 1995. Seit Ende der 1970er-Jahre war er nahezu zehn Jahre lang als Filmkritiker beim ZDF-Kulturmagazin aspekte tätig, wo er alle zwei Wochen einen Film seiner Wahl vorstellen konnte. Daneben schrieb Jansen Sachbücher, Kritiken, Essays und Reisefeuilletons. Jansen war ein häufiger Juror bei Filmfestivals und ein geschätzter Gesprächspartner und Freund der Filmemacher und Autorenfilmer. Zu seinen besten Freunden zählten unter anderem Rainer Werner Fassbinder und Edgar Reitz. Jansen galt als ein Exponent der deutschen Filmkritik, der sich in den 1970er- und 1980er-Jahren – während der Hochphase des europäischen Autorenfilms und von New Hollywood – für den neuen Film einsetzte. Die „Emphase“ und das „Ethos“ des freien Filmemachens wollte er dem größtmöglichen Publikum nahebringen und erreichte dies lange Zeit.

### Reihe Film
Gemeinsam mit dem Filmkritiker der Frankfurter Rundschau, Wolfram Schütte, gab er die unter Filmkennern und -liebhabern geachtete blaue „Reihe Film“ beim Hanser Verlag in Zusammenarbeit mit der Stiftung Deutsche Kinemathek heraus. Eine solch umfassende filmografische Reihe war bis dahin nur in Frankreich erschienen. „Jeder Band sollte eine kommentierte Filmografie enthalten, ein Interview oder einen Aufsatz und auf jeden Fall einen Datenteil, so sorgfältig und ausführlich wie möglich.“ Vor einer Publikation sahen sich die Autoren alle Filme des jeweiligen Regisseurs an. Als Folge dieser Film-Schauen konnte das Berliner Kino Arsenal Retrospektiven anbieten. Es erschienen von 1974 bis 1992 insgesamt 45 Bände. Michael Krüger, der literarische Leiter und spätere Geschäftsführer des Hanser Verlags, setzte die einzigartige Reihe ab, da sie eine halbe Million DM Verlust erbracht hatte und Krüger sie nicht mehr gegenfinanzieren wollte.Quellenbeleg fehlt!

### Jansens Kino
Jansens zweites Opus Magnum war die Edition der Rundfunkbesprechungen seiner 100 Lieblingsfilme als Audio-CDs, die er als repräsentativ für die Filmgeschichte bis etwa 1980 ansah. Bei den Darstellungen von «Jansens Kino» wurde eine „analytische und sprachliche Brillanz“ festgestellt und die Edition als „neues Genre des Hörbuchs oder besser Hörfilms“ gewürdigt. Schütte beschrieb Jansens Retrospektive des Mediums Film als eine sensible Montage von Filmmusiken, Synchron- und Original-Dialogen, Interviews „in einer fesselnden Dramaturgie“, die für ihn „mehr [war] als jede Filmkritik; das war eine originelle kreative Kunst der Übersetzung von einem Medium in ein anderes.“ Thomas Rothschild ergänzte in formaler Hinsicht: „Er fügte Informationen über das historische Umfeld und über Produktionsbedingungen sowie über die Rezeption der Filme ein. Er zitierte Absichtserklärungen und theoretische Positionen der Macher. […] Dabei schaute Jansen über die Grenzen des Films hinaus, zu Literatur und Musik, bildender Kunst und Philosophie.“
Jansens Passion und Hingabe für die Filmkunst äußerte sich neben einer außerordentlich hohen Rezeptivität und Produktivität auch in seinen Wortbeiträgen im Rundfunk. Es wurde ihm gern zugehört, man schätzte den „warmen Ton seiner Stimme“ und hielt ihn für „die deutsche Radiostimme schlechthin“ in Sachen Film.
Die heute üblich gewordene unpolitische Betrachtung von Filmen bedauerte er als einen „Niedergang der Filmkritik.“ Auch in handwerklicher Hinsicht sei dies zu beobachten: „Mich stört seit langem, dass sich viele Filmkritiken lesen wie Buchkritiken. Montage spielt keine Rolle mehr, Kameraführung auch nicht.“ Zudem läsen sich Filmkritiken immer mehr wie von Volontären geschrieben.
Peter W. Jansen lebte seit 1974 im Gernsbacher Stadtteil Staufenberg bei Baden-Baden und verstarb nach langer, schwerer Krankheit. Jansen war mit der sozial und politisch engagierten Bibliothekarin und Juristin Anne Jansen (1930–2011) verheiratet, sie hatten zwei Söhne und eine Tochter.

## Veröffentlichungen (Auswahl)
- Weltbezug und Erzählhaltung. Eine Untersuchung zum Erzählwerk und zur dichterischen Existenz Joseph Roths; Dissertation; Freiburg im Breisgau, Philosophische Fakultät, 1958
- Film. 100 Jahre Kino. In: Brockhaus-Enzyklopädie. Leipzig/Mannheim 1995 (1996), S. 133–137. (Essay)
- Filmkritik in Radio und Fernsehen; in: Filmkritik, 1998; S. 190–195.
- Jansens Kino. Eine Geschichte des Kinos in 100 Filmen. Bertz + Fischer Verlag, Berlin 2003 (Radio-Essays)
Hörfunkreihe des SWF bzw. SWR: Jansens Kino in 100 Folgen von 1995 bis 2002 als Hörbuch auf 50 CDs.[7]
- Ostwärts. Hinterm Horizont geht’s weiter. Die Filme des Volker Koepp. In: apropos: Film 2004; Red.: Ralf Schenk, Hrsg. von der DEFA-Stiftung, Berlin 2004, ISBN 3-929470-29-2; S. 110–128.
- Rainer Werner Fassbinder [Herausgegeben von Peter W. Jansen und Wolfram Schütte in Zusammenarbeit mit der Stiftung Deutsche Kinemathek, mit Beiträgen von Peter Iden u. a.], in: Fischer-Cinema Reihe Film. Fischer Taschenbuch 11318, Frankfurt am Main 1992, ISBN 3-596-11318-0 (Lizenzausgabe des Hanser Verlags, München, Wien).

## Filmografie (Auswahl)
- Lebensläufe: Rainer Werner Fassbinder. Fernsehdokumentarfilm, BR Deutschland 1977, Regie: Peter W. Jansen, Produktion: Südwestfunk, Erstausstrahlung: 18. März 1978
- Das Kino der Perestroika. Ein Bericht. Fernseh-Feature, 1987, 30 Min., von Peter W. Jansen und Michael Stefanowski, Produktion: ZDF, aspekte
- Das allmähliche Verschwinden des Arbeiters. Die Welt der Arbeit im Film. Studiosendung, 43 Min., von und mit Peter W. Jansen. Gäste: Christian Ziewer, Reinhard Jung, Produktion: SWF, Erstausstrahlung: 1988
- Parlez-moi d'amour: französisches Kino der 30er Jahre. Fernseh-Feature, 1988, 43 Min., Buch: Peter W. Jansen und Christa Maerker, Produktion: SWF
- Wim Wenders im Gespräch mit Peter W. Jansen. Gespräch, 1989, 40 Min., Produktion: SWF

## Mitgliedschaften
- P.E.N., IG Medien, Arbeitsgemeinschaft der Filmjournalisten

Jansen war Mitglied in vielen Förderausschüssen und Jurys, die er jedoch wieder verließ, wenn seine Vorschläge nicht erwünscht waren. Fragen der Ästhetik wollte er nicht mit einer demokratischen Abstimmung lösen, sondern mit einer konsensuellen Einigung unter Fachleuten.

## Belege
1. ↑  Peter W. Jansen. In: autoren-bw.de. Abgerufen am 27. März 2020.
2. ↑  Peter W. Jansen: Nach Hause. In: nzz.ch. 1. Januar 2002, abgerufen am 27. März 2020.
3. ↑  Licht im Dunkel - Zum Tod des Filmkritikers Peter W. Jansen - SZ Archiv - sueddeutsche.de. In: archiv.sueddeutsche.de. 17. November 2008, archiviert vom Original am 12. August 2010; abgerufen am 27. März 2020.
4. ↑  Ekkehard Knörer: peter w. jansen ist tot: Ein Kind der heroischen Ära - taz.de. In: taz.de. 18. November 2008, abgerufen am 27. März 2020.
5. ↑  Kino-Nostalgie: Die blaue „Reihe Film“ aus dem Hanser-Verlag. In: kinogucker.wordpress.com. 15. September 2015, abgerufen am 27. März 2020.
6. 1 2 3  „Jansens Kino. Werkstattgespräch mit Peter W. Jansen“, film-dienst, August 2008, Nr. 19, Ausschnitt
7. 1 2  Archiv • Film-Zeit. In: www.film-zeit.de. Archiviert vom Original am 25. Februar 2018; abgerufen am 27. März 2020 (Zitat Josef Schnelle im film-dienst).
8. ↑  Wolfram Schütte: Zum Tode von Peter W. Jansen. In: titel-kulturmagazin.net. 17. November 2008, abgerufen am 27. März 2020.
9. ↑  Thomas Rothschild: Peter W. Jansen (1930-2008). In: Freitag. Nr. 47, 20. November 2008 (freitag.de).
10. ↑  Daniel Kothenschulte: Warmer Ton. In: Frankfurter Rundschau. 17. November 2008 (fr.de).
11. ↑  Jan Schulz-Ojala: Peter W. Jansen. Sein Kino. In: Tagesspiegel. 17. November 2008 (tagesspiegel.de).
12. 1 2  Irene Schneid-Horn: Anne Jansen feierte ihren 80. Geburtstag. Eine vielfach engagierte Frau. In: Gernsbacher Bote. Nr. 3, 15. September 2010, S. 19 (katzverlag.de [PDF; 3,0 MB]).
13. ↑  „Trauer um Anne Jansen.“ SPD Gernsbach, 26. Juni 2011.

| Personendaten    | Personendaten                         |
| ---------------- | ------------------------------------- |
| NAME             | Jansen, Peter W.                      |
| ALTERNATIVNAMEN  | Jansen, Peter Wilhelm                 |
| KURZBESCHREIBUNG | deutscher Filmkritiker und -publizist |
| GEBURTSDATUM     | 11. November 1930                     |
| GEBURTSORT       | Elsdorf                               |
| STERBEDATUM      | 15. November 2008                     |
| STERBEORT        | Gernsbach                             |